# Vadim Yarashenka
Vadim Yarashenka (belarussisch Вадим Ярошенко; * 16. Mai 1996 in Minsk) ist ein belarussischer Tischtennisspieler.

## Werdegang
International trat der Belarusse erstmals 2011, als er an der Schüler-Europameisterschaft teilnahm, dort aber nicht in die Nähe von Medaillenrängen kam. Insgesamt spielte er bei drei weiteren Jugend-Weltmeisterschaften mit.
2013 konnte er mit der Mannschaft Bronze bei der Europameisterschaft gewinnen.
Vadim Yarashenka spielte bisher (2020) in mehreren deutschen Vereinen unterhalb der 2. Bundesliga:
- bis 2015: TTC Grünweiß Bad Hamm
- 2015–2016: SV Brackwede[1]
- 2018/19: HSV Medizin Magdeburg[2]
- seit 2019: TV Leiselheim

## Turnierergebnisse
| Verband | Veranstaltung               | Jahr | Ort            | Land | Einzel        | Doppel    | Mixed      | Team |
| ------- | --------------------------- | ---- | -------------- | ---- | ------------- | --------- | ---------- | ---- |
| BLR     | Weltmeisterschaft           | 2019 | Budapest       | HUN  | letzte 128    |           |            |      |
| BLR     | Weltmeisterschaft           | 2014 | Tokio          | JPN  |               |           |            | 21   |
| BLR     | Europameisterschaft         | 2019 | Nantes         | FRA  |               |           |            | 9    |
| BLR     | Europameisterschaft         | 2013 | Schwechat      | AUT  |               | Qual.     |            | 3    |
| BLR     | Jugend-Europameisterschaft  | 2014 | Riva del Garda | ITA  | letzte 32     | letzte 64 | letzte 128 | 8    |
| BLR     | Challenge Series            | 2019 | Maskat         | OMN  | Viertelfinale |           |            |      |
| BLR     | Challenge Series            | 2019 | Minsk          | BLR  | letzte 32     |           |            |      |
| BLR     | World Tour                  | 2019 | Olmütz         | CZE  | letzte 16     |           |            |      |
| BLR     | Jugend-Europameisterschaft  | 2013 | Ostrava        | CZE  | letzte 64     | letzte 64 | letzte 128 | 19   |
| BLR     | Jugend-Europameisterschaft  | 2012 | Schwechat      | AUT  | letzte 64     | letzte 64 | letzte 128 | 23   |
| BLR     | Schüler-Europameisterschaft | 2011 | Kazan          | POL  | letzte 64     | letzte 64 | letzte 64  | 20   |